# Kingston (Ohio)
Kingston é uma vila localizada no estado norte-americano de Ohio, no Condado de Ross.

## Demografia
Segundo o censo norte-americano de 2000, a sua população era de 1032 habitantes.
Em 2006, foi estimada uma população de 1040, um aumento de 8 (0.8%).

## Geografia
De acordo com o United States Census Bureau tem uma área de
1,0 km², dos quais 1,0 km² cobertos por terra e 0,0 km² cobertos por água. Kingston localiza-se a aproximadamente 213 m acima do nível do mar.

## Localidades na vizinhança
O diagrama seguinte representa as localidades num raio de 16 km ao redor de Kingston.